# Antonio Porcellato
Antonio Porcellato (ur. 28 marca 1955) – włoski duchowny rzymskokatolicki, od 2019 przełożony generalny Stowarzyszenia Misji Afrykańskich.

## Życiorys
Święcenia kapłańskie przyjął 28 czerwca 1980. Urząd przełożonego generalnego pełni od 11 maja 2019.